# جوزيف ميتشيل (بحار)
جوزيف ميتشيل (بالإنجليزية: Joseph Mitchell)‏ هو بحار أمريكي، ولد في 27 نوفمبر 1876 في فيلادلفيا في الولايات المتحدة، وتوفي في 9 يونيو 1925.